# Ranunculus cochlearifer
Ranunculus cochlearifer är en ranunkelväxtart som beskrevs av Dunkel. Ranunculus cochlearifer ingår i släktet ranunkler, och familjen ranunkelväxter. Inga underarter finns listade i Catalogue of Life.